# Campo das Vertentes
Campo das Vertentes è una mesoregione del Minas Gerais in Brasile.

## Microregioni
È suddivisa in 3 microregioni:
- Barbacena
- Lavras
- São João del-Rei

| Controllo di autorità | VIAF (EN) 8238150325552310090001 |